# Voroux-Goreux
Voroux-Goreux (wa. Voroû) – dzielnica (section) gminy Fexhe-le-Haut-Clocher w Belgii, w Regionie Walońskim, w prowincji Liège, w okręgu Waremme. 1 stycznia 2020 roku liczyła 1336 mieszkańców. Do 31 grudnia 1964 r. samodzielna gmina. 

## Demografia
Liczba mieszkańców, stan na 1 stycznia:
| Rok                | 1930 | 1947 | 1961 | 2020 |
| ------------------ | ---- | ---- | ---- | ---- |
| Liczba mieszkańców | 866  | 821  | 913  | 1336 |